# Neboissia armipes
Neboissia armipes är en stekelart som beskrevs av Boucek 1988. Neboissia armipes ingår i släktet Neboissia och familjen puppglanssteklar. Inga underarter finns listade i Catalogue of Life.